# Rivulus salmonicaudus
Rivulus salmonicaudus är en fiskart som beskrevs av Costa 2007. Rivulus salmonicaudus ingår i släktet Rivulus och familjen Rivulidae. Inga underarter finns listade i Catalogue of Life.